# ВЕС Норт-Гойл
ВЕС Норт-Хойл (англ. North Hoyle) — британська офшорна вітроелектростанція, споруджена в Ірландському морі біля північного узбережжя Уельсу. Стала першою великою офшорною станцією в країні.
Місце для розміщення ВЕС обрали за 8—11 км від Ріл (узбережжя Денбігширу). Первісно планувалось, що всі основні роботи (облаштування паль, монтаж перехідних елементів та власне вітроагрегатів) виконає перше в історії спеціалізоване судно для встановлення вітрових турбін MPI Resolution. Проте затримки у його поставці з китайської верфі змусили залучити інші кораблі. Так, починаючи з квітня 2003 року монтаж паль, які досягали глибини 33 метра під морським дном, провадило судно Excalibur, а встановлення на них перехідних елементів здійснювало інше самопідйомне судно Wind. 
Після цього той же Excalibur разом з судном JB1 провели монтаж 27 із 30 вітрових турбін, тоді як останні три агрегати . встановило вже MPI Resolution. Останнє крім того за допомогою свого дистанційно керованого апарату LBT1 проклало з'єднувальні кабелі. Головний експортний кабель укладала баржа Pontra Maris, що використовувала спеціальний плуг для риття траншеї.
Під час будівництва йому перешкоджали шторми та пошкодження суден. Так, у Excalibur виявилась зламаною одна з опор, тоді як на JB1 завалився кран. Проте всі роботи були завершені до березня 2004 року.
ВЕС складається із 30 вітроагрегатів компанії Vestas типу V80/2000 з одиничною потужністю 2 МВт та діаметром ротора 80 метрів, які встановлені на баштах висотою 67 метрів. В цьому районі наявні сильні припливні явища, через що глибина коливається у різні періоди від 12 до 21 метра.
Проект вартістю 80 млн фунтів стерлінгів реалізувала енергетична компанія RWE, яка продала його у 2005-му, а за декілька років по тому спорудила поряд іншу ВЕС Ріл-Флетс.